# Ferdinand Bracke
Ferdinand Bracke (Hamme, 25 mei 1939) is een voormalig Belgisch wielrenner. Hij werd beroepsrenner in 1962 en bleef actief tot 1978. Hij was een begenadigd tijdrijder, zowel op de weg als op de wielerbaan in de discipline "achtervolging". Op de baan werd hij tussen 1965 en 1973 vijfmaal Belgisch kampioen, waarvan viermaal in de achtervolging; de andere titel was achter derny. Ook werd hij tweemaal wereldkampioen achtervolging, in 1964 en 1969. In 1967 vestigde hij tevens een nieuw werelduurrecord en doorbrak als eerste de grens van de 48 kilometer in één uur. In 1971 slaagde hij er ook in de Ronde van Spanje te winnen.

## Belangrijkste overwinningen
1962
- GP des Nations

1964
- Wereldkampioen achtervolging (baan)

1965
- Eindklassement Tour de Haute-Loire

1966
- 1e etappe deel B Ronde van België
- 19e etappe Ronde van Frankrijk
- Trofeo Baracchi (Eddy Merckx)

1967
- Werelduurrecord, Rome
- Trofee Baracchi (Eddy Merckx)

1968
- 8e etappe deel B Parijs-Nice
- Baden-Baden (met Vittorio Adorni)

1969
- Wereldkampioen achtervolging (baan)

1970
- GP van Wallonië

1971
- Eindklassement Ronde van Spanje
- Flèche Hesbignonne Cras Avernas

1972
- GP Zele
- 5e etappe Étoile des Espoirs

1973
- GP Pino Cerami

1974
- Proloog Ronde van België
- 5e etappe deel B Ronde van België

1976
- 17e etappe Ronde van Frankrijk

## Resultaten in voornaamste wedstrijden
| Jaar | Ronde van Italië | Ronde van Frankrijk | Ronde van Spanje |
| ---- | ---------------- | ------------------- | ---------------- |
| 1963 |                  | 21e                 |                  |
| 1964 |                  | buiten tijd         |                  |
| 1965 |                  | opgave              |                  |
| 1966 |                  | 32e (1)             |                  |
| 1967 | 39e              |                     |                  |
| 1968 |                  | ↑                   |                  |
| 1969 |                  | 57e                 |                  |
| 1970 |                  |                     |                  |
| 1971 |                  | 58e                 | ↑                |
| 1972 |                  |                     |                  |
| 1973 |                  |                     | 54e              |
| 1974 |                  |                     |                  |
| 1975 |                  |                     |                  |
| 1976 |                  | 77e (1)             |                  |

| Jaar | Milaan-San Remo | Gent-Wevelgem | Ronde van Vlaanderen | Parijs-Roubaix | Amstel Gold Race | Luik-Bast.‑Luik | Ronde van Lombardije | Waalse Pijl | Parijs-Brussel |  | Wereldranglijsten |
| ---- | --------------- | ------------- | -------------------- | -------------- | ---------------- | --------------- | -------------------- | ----------- | -------------- |  | ----------------- |
| 1963 |                 |               |                      |                |                  |                 | 33e                  |             |                |  |                   |
| 1964 |                 |               |                      |                |                  |                 |                      | 41e         | 66e            |  |                   |
| 1965 |                 |               |                      |                |                  |                 |                      | 24e         | 18e            |  |                   |
| 1966 |                 |               |                      |                |                  |                 |                      |             | 19e            |  |                   |
| 1967 |                 |               |                      |                |                  | 9e              | 22e                  | 9e          |                |  |                   |
| 1968 | 70e             |               | 62e                  |                | 31e              | 31e             | 13e                  |             |                |  | 10e (SPP)         |
| 1969 |                 | 55e           |                      |                |                  |                 |                      | 49e         |                |  | 15e (SPP)         |
| 1970 |                 |               |                      | 29e            |                  |                 |                      | 19e         |                |  |                   |
| 1971 |                 | 49e           | 70e                  |                | 43e              | 6e              |                      | 13e         |                |  | 8e (SPP)          |
| 1972 |                 |               |                      |                | 19e              | 24e             |                      | 34e         |                |  |                   |
| 1973 | 110e            |               |                      |                |                  | 25e             |                      | 39e         |                |  |                   |
| 1974 |                 | 81e           |                      |                |                  | 8e              |                      |             |                |  |                   |
| 1975 |                 |               |                      |                |                  |                 |                      | 7e          |                |  |                   |
| 1976 |                 |               |                      | 32e            | 29e              | 20e             |                      | 17e         | 29e            |  |                   |